# Kurosu Kōnosuke
Kurosu Kōnosuke (jap. 黒須 康之介; * 1. Februar 1893 in Ageo, Präfektur Saitama; † 18. Februar 1970) war ein japanischer Mathematiker.

## Leben
Kōnosuke schloss 1917 sein Studium an der Universität Tōhoku ab und lehrte von 1920 erst an der Marine-Ingenieursschule (海軍機関学校, Kaigun kikan gakkō), von 1925 bis 1949 an der Ersten Höheren Schule in Tokyo (Dai-ichi kōtō gakkō), sowie von 1939 bis 1967 an der Naturwissenschaftlichen Universität Tokyo und von 1949 bis 1970 an der Rikkyō-Universität in Tokyo.
Er war von 1943 bis 1948 in der Leitung der Japan Society of Mathematical Education tätig (ab 1948 Berater, ab 1952 Ehrenmitglied).
Kurosu beschäftigte sich mit Analysis (beispielsweise mit der Laplace-Transformation) und Zahlentheorie (Theorie der Kettenbrüche).
Er schrieb 11 mathematische Artikel zwischen 1913 und 1925. Der in seinem Artikel Notes on some points in the theory of continued fractions (1924) enthaltene Satz wurde 1959 unabhängig auch von Blagovest Sendov gefunden.

## Satz von Kurosu-Sendov

### Definitionen
Ein Kettenbruch {\displaystyle b_{0}+{\frac {a_{1}|}{|b_{1}}}+{\frac {a_{2}|}{|b_{2}}}+{\frac {a_{3}|}{|b_{3}}}+\cdots } heißt halbregelmäßig,
wenn die Teilzähler {\displaystyle a_{n}=\pm 1}, die Teilnenner {\displaystyle b_{1},b_{2},\ldots \in \mathbb {N} } sind, sowie für alle {\displaystyle n\geq 1} gilt:
{\displaystyle b_{n}+a_{n+1}\geq 1.}
Falls der Kettenbruch nicht endlich ist, wird üblicherweise außerdem verlangt, dass für unendlich viele n sogar {\displaystyle b_{n}+a_{n+1}\geq 2} gilt.
Ein halbregelmäßiger Kettenbruch mit {\displaystyle b_{n}\geq 2,b_{n}+a_{n}\geq 2} für alle {\displaystyle n\geq 1}
heißt singulär,
und ein halbregelmäßiger Kettenbruch mit {\displaystyle b_{n}\geq 2,b_{n}+a_{n+1}\geq 2} für alle {\displaystyle n\geq 1} heißt Kettenbruch nach nächsten Ganzen.

### Satz
Der Satz von Kurosu-Sendov ist eine analoge Aussage zum Satz von Vahlen für reguläre Kettenbrüche und besagt: ist
{\displaystyle \alpha =b_{0}+{\frac {a_{1}|}{|b_{1}}}+{\frac {a_{2}|}{|b_{2}}}+{\frac {a_{3}|}{|b_{3}}}+\cdots }
eine singuläre Kettenbruchentwicklung oder eine Kettenbruchentwicklung nach nächsten Ganzen der reellen Zahl {\displaystyle \alpha }, so erfüllt von jeweils zwei aufeinanderfolgenden Näherungsbrüchen mindestens einer die Ungleichung
{\displaystyle \left|\alpha -{\frac {p_{n}}{q_{n}}}\right|<{\frac {1}{(1+{\sqrt {5}}/2)\,q_{n}^{2}}}.}
Aufgrund {\displaystyle {\frac {1}{1+{\sqrt {5}}/2}}=0{,}4721\ldots <{\frac {1}{2}}} ist dies eine stärkere Aussage als im regulären Fall.

## Schriften
Artikel:
- On the convergence-abscissa of a certain definite integral, Tōhoku Math. J. 16, 291–298, 1919
- Note on the theory of approximation of irrational numbers by rational numbers, Tōhoku Math. J. 21, 247–260, 1922
- Notes on some points in the theory of continued fractions, Japanese J. Math. 1, 17–21, 1924, Corrigendum Band 2, 1926, S. 64

Bücher:
- Saidai saishō (最大最小, Maximum und Minimum)
- Insūbunkai (因数分解, Faktorenzerlegung)
- Shin bisekibun enshū (新微積分演習,  Übungen zur neuen Differential- und Integralrechnung)